# Cantaracillo
Cantaracillo – gmina w Hiszpanii, w prowincji Salamanka, w Kastylii i León, o powierzchni 37,07 km². W 2011 roku gmina liczyła 213 mieszkańców.